# ديفيد كاولي
ديفيد كاولي (بالإنجليزية: David Cawley)‏ (17 سبتمبر 1991 في جمهورية أيرلندا - ) هو لاعب كرة قدم أيرلندي في مركز الوسط. لعب مع إيبسويتش تاون وباتريك أتلتيك ونادي سليغو روفرز.